# Линдси, Дэвид, 8-й граф Кроуфорд
Дэвид Линдси (англ. David Lindsay; умер 27 ноября 1542) — шотландский аристократ, 8-й граф Кроуфорд и 16-й барон Кроуфорд с 1517 года.

## Биография
Дэвид Линдси принадлежал к знатному англо-шотландскому роду, известному с XI века и владевшему баронией Кроуфорд на юге Ланаркшира. Он родился в семье Александра Линдси, 7-го графа Кроуфорда, и его жены Изабель Кэмпбелл. До 1512 года был посвящён в рыцари, после смерти в 1517 году отца унаследовал семейные владения и титулы.
Сэр Дэвид был трижды женат: на Элизабет Хэй (дочери Уильяма Хэя, 3-го графа Эрролла, и Элизабет Лесли), Кэтрин Стирлинг и Изабель Ланди (дочери сэра Роберта Ланди и Джин Линдси). В первом браке родились Александр, мастер Кроуфорд (умер примерно в 1542), и Элизабет (умерла в 1538), в третьем — дочь Изабель (умерла в 1577, жена Джона Бортуика, 5-го лорда Бортуика).
Единственный сын графа был лишён прав на наследство из-за убийства слуги лорда Глэмиса. В результате следующим графом Кроуфорд стал представитель младшей ветви рода Дэвид Линдси. Позже 10-м графом Кроуфордом стал внук 8-го графа, сын мастера Кроуфорда Дэвид.